# Ерхард Билер
Ерхард Билер (Ајхах, 20. јануар 1956) немачки је генерал, који је био командант КФОРа од 1. септембра 2010. до 9. септембра 2011. године.
Године 2004, Билер је предводио немачки контингент КФОРа у Призрену.